# Premio Goya per la migliore attrice protagonista
Il premio Goya per la migliore attrice protagonista (premio Goya a la mejor interpretación femenina protagonista o premio Goya a la mejor actriz protagonista) è un premio cinematografico assegnato annualmente dall'Academia de las Artes y las Ciencias Cinematográficas de España a partire dal 1987 alla migliore attrice protagonista di un film di produzione spagnola uscito nelle sale cinematografiche nel corso dell'anno precedente.
La plurivincitrice, con tre riconoscimenti, è Carmen Maura.

## Albo d'oro
I vincitori sono indicati in grassetto, a seguire gli altri candidati.

### Anni 1987-1989
- 1987: Amparo Rivelles - Bisogna disfare la casa (Hay que deshacer la casa)
  - Ángela Molina - La metà del cielo (La mitad del cielo)
  - Victoria Abril - Il tempo del silenzio (Tiempo de silencio)
- 1988: Verónica Forqué - La vita allegra (La vida alegre)
  - Irene Gutiérrez Caba - La casa di Bernarda Alba (La casa de Bernada Alba)
  - Victoria Abril - El lute, o cammina o schiatta (El lute: camina o revienta)
- 1989: Carmen Maura - Donne sull'orlo di una crisi di nervi (Mujeres al borde de un ataque de nervios)
  - Victoria Abril - Intrighi e piaceri a Baton Rouge (Bâton Rouge)
  - María Fernanda d'Ocón - Cammini di gesso (Caminos de tiza)
  - Ángela Molina - Luci e ombra (Luces y sombras)
  - Ana Belén - Miss Caraibi (Miss Caribe)

### Anni 1990-1999
- 1990: Rafaela Aparicio - Il mare e il tempo (El mar y el tiempo)
  - Ana Belén - Il volo della colomba (El vuelo de la paloma)
  - Ángela Molina - Le cose dell'amore (Las cosas del querer)
  - Verónica Forqué - Bajarse al moro
  - Victoria Abril - Se ti dico che sono caduto (Si te dicen que caí)
- 1991: Carmen Maura - ¡Ay, Carmela!
  - Charo López - La cosa più naturale (Lo más natural)
  - Victoria Abril - Légami! (¡Átame!)
- 1992: Sílvia Munt - Ali di farfalla (Alas de mariposa)
  - Maribel Verdú - Amantes - Amanti (Amantes)
  - Victoria Abril - Amantes - Amanti (Amantes)
- 1993: Ariadna Gil - Belle Époque
  - Penélope Cruz - Prosciutto, prosciutto (Jamón, jamón)
  - Assumpta Serna - Il maestro di scherma (El maestro de esgrima)
- 1994: Verónica Forqué - Kika - Un corpo in prestito (Kika)
  - Carmen Maura - Sombras en una batalla
  - Emma Suárez - La ardilla roja
- 1995: Cristina Marcos - Todos los hombres sois iguales
  - Ruth Gabriel - Días contados
  - Ana Belén - La passione turca (La pasión turca)
- 1996: Victoria Abril - Nessuno parlerà di noi (Nadie hablará de nosotras cuando hayamos muerto)
  - Ariadna Gil - Antárdida
  - Marisa Paredes - Il fiore del mio segreto (La flor de mi secreto )
- 1997: Emma Suárez - Il cane dell'ortolano (El perro del hortelano)
  - Concha Velasco - Más allá del jardín
  - Ana Torrent - Tesis
- 1998: Cecilia Roth - Martín (Hache)
  - Julia Gutiérrez Caba - El color de las nubes
  - Maribel Verdú - La buona stella (La buena estrella)
- 1999: Penélope Cruz - La niña dei tuoi sogni (La niña de tus ojos)
  - Cayetana Guillén Cuervo - El abuelo
  - Leonor Watling - La hora de los valientes
  - Najwa Nimri - Gli amanti del Circolo Polare (Los amantes del círculo polar)

### Anni 2000-2009
- 2000: Cecilia Roth - Tutto su mia madre (Todo sobre mi madre)
  - Ariadna Gil - Lágrimas negras
  - Carmen Maura - Lisboa
  - Mercedes Sampietro - Cuando vuelvas a mi lado
- 2001: Carmen Maura - La comunidad
  - Icíar Bollaín - Leo
  - Adriana Ozores - Plenilunio
  - Lydia Bosch - You'Re the One - Una Historia de Entonces (Una historia de entonces)
- 2002: Pilar López de Ayala - Giovanna la pazza (Juana la loca)
  - Nicole Kidman - The Others
  - Victoria Abril - Nessuna notizia da Dio (Sin noticias de Dios)
  - Paz Vega - Solo mia (Sólo mía)
- 2003: Mercedes Sampietro - Lugares comunes
  - Leonor Watling - A mia madre piacciono le donne (A mi madre le gustan las mujeres)
  - Ana Fernández - Historia de un beso
  - Adriana Ozores - La vida de nadie
- 2004: Laia Marull - Ti do i miei occhi (Te doy mis ojos)
  - Adriana Ozores - La suerte dormida
  - Sarah Polley - La mia vita senza me (Mi vida sin mí)
  - Ariadna Gil - Soldados de Salamina
- 2005: Lola Dueñas - Mare dentro (Mar adentro)
  - Pilar Bardem - María querida
  - Ana Belén - Cosas que hacen que la vida valga la pena
  - Penélope Cruz - Non ti muovere
- 2006: Candela Peña - Princesas
  - Adriana Ozores - Heroína
  - Emma Vilarasau - Para que no me olvides
  - Nathalie Poza - Malas temporadas
- 2007: Penélope Cruz - Volver
  - Maribel Verdú - Il labirinto del fauno (El laberinto del fauno)
  - Marta Etura - Azul oscuro casi negro
  - Silvia Abascal - La dama boba
- 2008: Maribel Verdú - Siete mesas de billar francés
  - Blanca Portillo - Siete mesas de billar francés
  - Belén Rueda - The Orphanage (El orfanato)
  - Emma Suárez - Bajo las estrellas
- 2009: Carme Elías - Camino
  - Verónica Echegui - El patio de mi cárcel
  - Maribel Verdú - Los girasoles ciegos
  - Ariadna Gil - Sólo quiero caminar

### Anni 2010-2019
- 2010: Lola Dueñas - Yo, también
  - Rachel Weisz - Agora
  - Penélope Cruz - Gli abbracci spezzati (Los abrazos rotos)
  - Maribel Verdú  - Segreti di famiglia (Tetro)
- 2011: Nora Navas - Pa negre
  - Emma Suárez - La mosquitera
  - Belén Rueda - Con gli occhi dell'assassino (Los ojos de Julia)
  - Elena Anaya - Room in Rome (Habitación en Roma)
- 2012: Elena Anaya - La pelle che abito (La piel que habito)
  - Verónica Echegui - Katmandú. Un espejo en el cielo
  - Salma Hayek - La chispa de la vida
  - Inma Cuesta - La voz dormida
- 2013: Maribel Verdú - Blancanieves
  - Aida Folch - El artista y la modelo
  - Naomi Watts - The Impossible (Lo imposible)
  - Penélope Cruz - Venuto al mondo
- 2014: Marian Álvarez - La herida
  - Inma Cuesta - 3 bodas de más
  - Aura Garrido - Stockholm
  - Nora Navas - Tots volem el millor per a ella
- 2015:  Bárbara Lennie - Magical Girl
  - María León - Marsella
  - Macarena Gómez - Musarañas
  - Elena Anaya - Todos están muertos
- 2016: Natalia de Molina - Techo y comida
  - Penélope Cruz - Ma ma - Tutto andrà bene (Ma ma)
  - Juliette Binoche - Nadie quiere la noche
  - Inma Cuesta - La novia
- 2017: Emma Suárez - Julieta
  - Carmen Machi - La puerta abierta
  - Penélope Cruz - La reina de España
  - Bárbara Lennie - María (y los demás)
- 2018: Nathalie Poza - No sé decir adiós
  - Maribel Verdú - Abracadabra
  - Emily Mortimer - La casa dei libri (La librería)
  - Penélope Cruz - Escobar - Il fascino del male (Loving Pablo)

- 2019: Susi Sánchez - La enfermedad del domingo
  - Najwa Nimri - Quién te cantará
  - Penélope Cruz - Tutti lo sanno (Todos lo saben)
  - Lola Dueñas - Viaje al cuarto de una madre

### Anni 2020-2029
- 2020: Belén Cuesta - La trinchera infinita
  - Penélope Cruz - Dolor y gloria
  - Greta Fernández - La hija de un ladrón
  - Marta Nieto - Madre

- 2021: Patricia López Arnaiz - Ane
  - Amaia Aberasturi - Il sabba (Akelarre)
  - Kiti Mánver - El inconveniente
  - Candela Peña - Il matrimonio di Rosa

- 2022: Blanca Portillo - Una donna chiamata Maixabel (Maixabel)
  - Emma Suárez - Josefina
  - Petra Martínez - La vida era eso
  - Penélope Cruz - Madres paralelas

- 2023: Laia Costa - Cinco lobitos
  - Marina Foïs - As Bestas - La terra della discordia (As Bestas)
  - Anna Castillo - Girasoles silvestres
  - Bárbara Lennie - Quando Dio imparò a scrivere (Los renglones torcidos de Dios)
  - Vicky Luengo - Cork (Suro)

- 2024: Malena Alterio - Que nadie duerma
  - Patricia López Arnaiz - 20.000 especies de abejas
  - María Vázquez - Matria
  - Laia Costa - Un amor
  - Carolina Yuste - Saben aquell